# صدف موحدی
صدف موحدی (۷ دی ۱۳۸۲ – مهر ۱۴۰۱) دانش‌آموز ۱۹ سالهٔ ایرانی بود که در جریان خیزش ۱۴۰۱ ایران، توسط جمهوری اسلامی از پس از اصابت باتوم به سرش در تهران دچار ضربه مغزی شده بود کشته شد.

## زندگی شخصی
صدف موحدی متولد هفتم دی ماه ۱۳۸۲ تنها فرزند خانواده‌ای ساکن غرب تهران بود. همچنین در همه جا گفته می‌شود صدف ۱۷ ساله بوده ولی صدف ۱۹ ساله بود چون رشته تحصیلی او گرافیک بود بنا به دلایلی مجبور به تغییر رشته‌ای که عاشقش بود شد و از گرافیک به علوم انسانی تغییر رشته داد. به همین دلیل مجبور شد دوباره از سال دهم شروع به تحصیل کند و امسال در سال آخر تحصیلی بود و می‌بایست مدرک دیپلم‌اش را می‌گرفت.

## کشته‌شدن
صدف موحدی در خیزش ۱۴۰۱ ایران در ۱۹ سالگی بر اثر ضربات مرگبار باتوم مأموران امنیتی که خارج از دبیرستان محل تحصیل‌اش برای بازداشت او پنهان شده بودند جان خود را از دست داد. به خاطر رنگ قرمز موهایش، او را چند روز بعد اینکه فیلم‌های اعتراضات بچه‌های دبیرستان ۲۲ بهمن واقع در منطقه جنت‌آباد منتشر شد شناسایی کردند. در روز دوشنبه ۲۵ مهر بعد از تعطیلی مدرسه، صدف در راه برگشتن به خانه بود که مأموران در کوچه‌ای به او حمله کردند و چندین ضربه محکم بر سرش کوبیدند.
خانواده صدف به دلیل فشارها و تهدیدهای نیروهای امنیتی علت مرگ او را «سکته قلبی» اعلام کردند.

## خاک‌سپاری
پیکر صدف موحدی دانش آموز نوزده ساله دبیرستان «۲۲ بهمن» واقع در منطقه جنت‌آباد تهران روز چهارشنبه ۲۷ مهرماه ۱۴۰۱ در گورستان بهشت زهرا به خاک سپرده شد.